# Saccarosio sintasi
La saccarosio sintasi è un enzima appartenente alla classe delle transferasi, che catalizza la seguente reazione:
NDP-glucosio + D-fruttosio ⇄ NDP + saccarosio
Sebbene l'UDP sia generalmente considerato il nucleoside difosfato preferito dalla saccarosio sintasi, tuttavia numerosi studi hanno dimostrato che l'ADP serve come molecola accettore per produrre ADP-glucosio [3-9]. La saccarosio sintasi ha un ruolo doppio in quanto produce sia l'UDP-glucosio (necessario per la sintesi della parete cellulare e delle glicoproteine) sia l'ADP-glucosio (necessario per la sintesi dell'amido) [10].